# Manuel Pinheiro Chagas

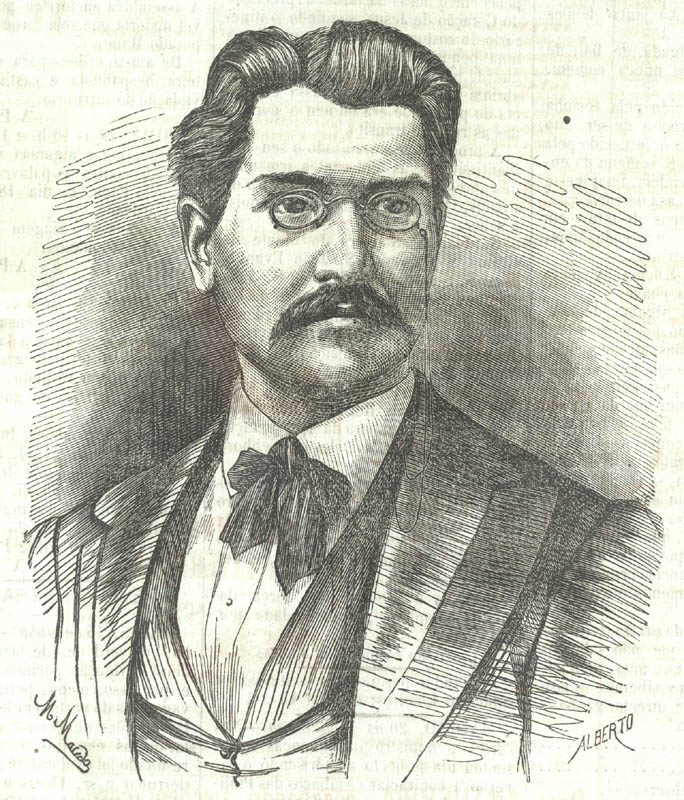
Manuel Pinheiro Chagas, 1873.

Manuel Joaquim Pinheiro Chagas, född den 13 november 1842 i Lissabon, död där den 7 maj 1895, var en portugisisk författare.
Chagas, som var lärare, riksdagsman och en tid sjöminister, skrev i romantisk anda populära romaner, dikter och skådespel, Portugals historia och en monografi över Alexandro Herculano. 